# Romuald Broniarek
Romuald Broniarek (ur. 1931 w Warszawie, zm. 3 czerwca 2013) – polski fotograf, fotoreporter.

## Życiorys
Po wojnie wraz z ojcem wyjechał do Jeleniej Góry, gdzie wykonywał pierwsze samodzielne fotografie (aparat Leica). W latach 1950–1951 pracował w zakładzie fotograficznym Zbyszewskich (później „Polifoto”) w Warszawie. Wieloletni fotoreporter Centralnej Agencji Fotograficznej. W latach 1952–1954 powołany do Wojska Polskiego, w Wojkowicach Komornych koło Będzina, do kopalni „Jowisz”. W latach 1955–1990 pracował jako fotoreporter tygodnika „Przyjaźń”, wydawanego przez Towarzystwo Przyjaźni Polsko-Radzieckiej.
Jego fotografie publikowane były w „Życiu Warszawy”, „Foto”, „Expressie”, „Trybunie Mazowieckiej”, „Kraju Rad”. Dokumentował życie polityczne, gospodarcze, kulturalne w kraju i za granicą, m.in. Festiwal Piosenki Radzieckiej w Zielonej Górze, Międzynarodowe Targi Poznańskie, kombinat w Nowej Hucie, wizytę Nikity Chruszczowa w 1959 roku.
W zbiorach Fundacji Ośrodka KARTA znajduje się kolekcja Romualda Broniarka, licząca 80 tysięcy fotografii.
Pochowany na cmentarzu w Brwinowie. 
Udział w wystawach:
- Cztery Pory Gierka. Polska 1970-1980 w zdjęciach z Agencji FORUM (Centrum Kultury Katowice im. Krystyny Bochenek, Katowice, 2011)
- Czas wolny. Fotografie (Zachęta – Narodowa Galeria Sztuki, Warszawa, 2013)
- Tak się bawi (tak się bawi) sto-li-ca. Warszawskie rozrywki na fotografiach ze zbiorów Ośrodka Karta (Podzamcze, Warszawa, 2015)
- Schyłek Peerelu. Lata 80. w zdjęciach z agencji FORUM (Dom Spotkań z Historią, Warszawa, 2017)